# Єпархія Мадзара-дель-Валло
Єпархія Мадзара-дель-Валло (італ. Diocese of Mazara del Vallo, лат. Dioecesis Mazariensis) - єпархія Латинської церкви в метрополії Палермо, Сицилія. Заснування припало на 1093 рік.

## Історія
У боротьбі сарацинів із норманами за володіння Сицилією, Мадзара була предметом запеклих суперечок, загострення яких відбулося у 1075 році, коли Рожер I Сицилійський вийшов переможцем з сутички. Раніше ця область була єпархією Лілібея, яку так ніхто і не відновив, натомість неї була заснована нова єпархія в Мадзарі.
З єпископів Лілібея найбільш відомий Пасхазін, легат папи Лева I на Халкедонському соборі (451 р.). Раніше він був запрошений Левом I на римський синод 447.
У 1093 році граф Рожер з дозволу папи Урбана II передав території, що становлять єпархію Мадзари, єпископу Стефану та його наступникам. Ці привілеї були підтверджені папою Пасхалієм II у буллі від 15 жовтня 1100. Першим єпископом Мадзари (1093) став Стефано де Ферро, родич графа Рожера. Згодом відбулося заснування кафедрального собор, який пізніше був прикрашений єпископом Тустіно (1157–1180).
1742 року в місті Мадзара проживало близько 6000 жителів.
У соборі, присвяченому Святому Спасителю, був капітул, що складався з чотирьох сановників (кантор, архідиякон, декан та скарбник) і вісімнадцяти каноніків. Право призначення кантора належить Папі Римському. Призначення інших сановників і каноніків належить Папі, якщо вакансія з'являється у період із січня до червня, і Єпископу, якщо вакансія з'являється у період із липня по грудень.